# Witham on the Hill
Witham on the Hill est un village et une paroisse civile du Lincolnshire, en Angleterre. Il est situé à 6 km au sud-ouest de la ville de Bourne. Administrativement, il relève du district de South Kesteven. Au recensement de 2011, il comptait 260 habitants.